# Université de Perpignan
Université de Perpignan, även kallat UPDV, är ett statligt universitet beläget i Perpignan i södra Frankrike. Universitetet grundlades 1349.